# Charlotte von Veltheim
Charlotte Luise Adelheid von Veltheim (* 13. Mai 1832 in Braunschweig; † 18. Juni 1911 in Kloster Marienberg in Helmstedt) war eine deutsche evangelische Domina des Klosters Marienberg, Mitgründerin des Niedersächsischen Paramentenvereins und Stifterin des Helmstedter Kreiskrankenhauses St.-Marienberg.

## Leben und Wirken
Charlotte von Veltheim war die älteste Tochter des Braunschweigischen Forstdirektors und Kammerpräsidenten Hans von Veltheim (1798–1868) und dessen Frau Berta, geb. von Oberg. Die Familie von Veltheim hat seit 1754 das von Herzog Carl I. von Braunschweig-Wolfenbüttel verbriefte Recht auf das Amt einer Domina des Klosters Marienberg. 1848 wurde die erst 16-jährige Charlotte von Veltheim in das Amt eingeführt, bezog das Kloster aber erst 1862, weil sie es zunächst als eine „verwüstete Stätte des Zornes Gottes“ empfand. Vor ihrem Einzug in das Kloster hatte sie drei Jahre als Hausmutter im Knabenhof St. Leonhard in Braunschweig gearbeitet.

### Internatsschule für höhere Töchter
Charlotte von Veltheim widmete sich u. a. der christlichen Erziehung von Mädchen und jungen Frauen. Zu diesem Zwecke gründete sie zunächst eine Sonntagsschule für Kinder aus Helmstedt und Umgebung und 1872 ein Internat für höhere Töchter. Insgesamt durchliefen in ihrer Zeit über 1600 Schülerinnen die Ausbildung an der Internatsschule. Die Nationalsozialisten schlossen die Schule 1940.

### Der Niedersächsische Paramentenverein
Auf Anregung des lutherischen Theologen Wilhelm Löhe, gründete sie 1861 zusammen mit der Konventualin Anna von der Schulenburg (1826–1902), einer Tochter von Werner von der Schulenburg-Wolfsburg, und anderen Frauen den Niedersächsischen Paramentenverein, der sich zum Ziel gesetzt hatte, Kirchen mit kunstvoll hergestellten Handarbeiten wie Taufkleidern, Wandbehängen, Altardecken u. Ä. auszustatten. Der Verein, der durch seine Arbeiten schnell bekannt wurde, veranstaltete schon bald jährlich stattfindende Mitgliedertreffen, die vor allem dem Erfahrungsaustausch dienten. Auf diese Weise entstanden nach und nach weitere evangelische Paramentwerkstätten in ganz Deutschland. Im 20. Jahrhundert löste sich der Verein auf, doch übernahm die Von-Veltheim-Stiftung die Trägerschaft der Paramentwerkstatt und führt diese bis heute fort. Die Leitung obliegt gegenwärtig Domina Mechthild von Veltheim, einer Verwandten Charlottes von Veltheim.

### Krankenhaus im Kloster

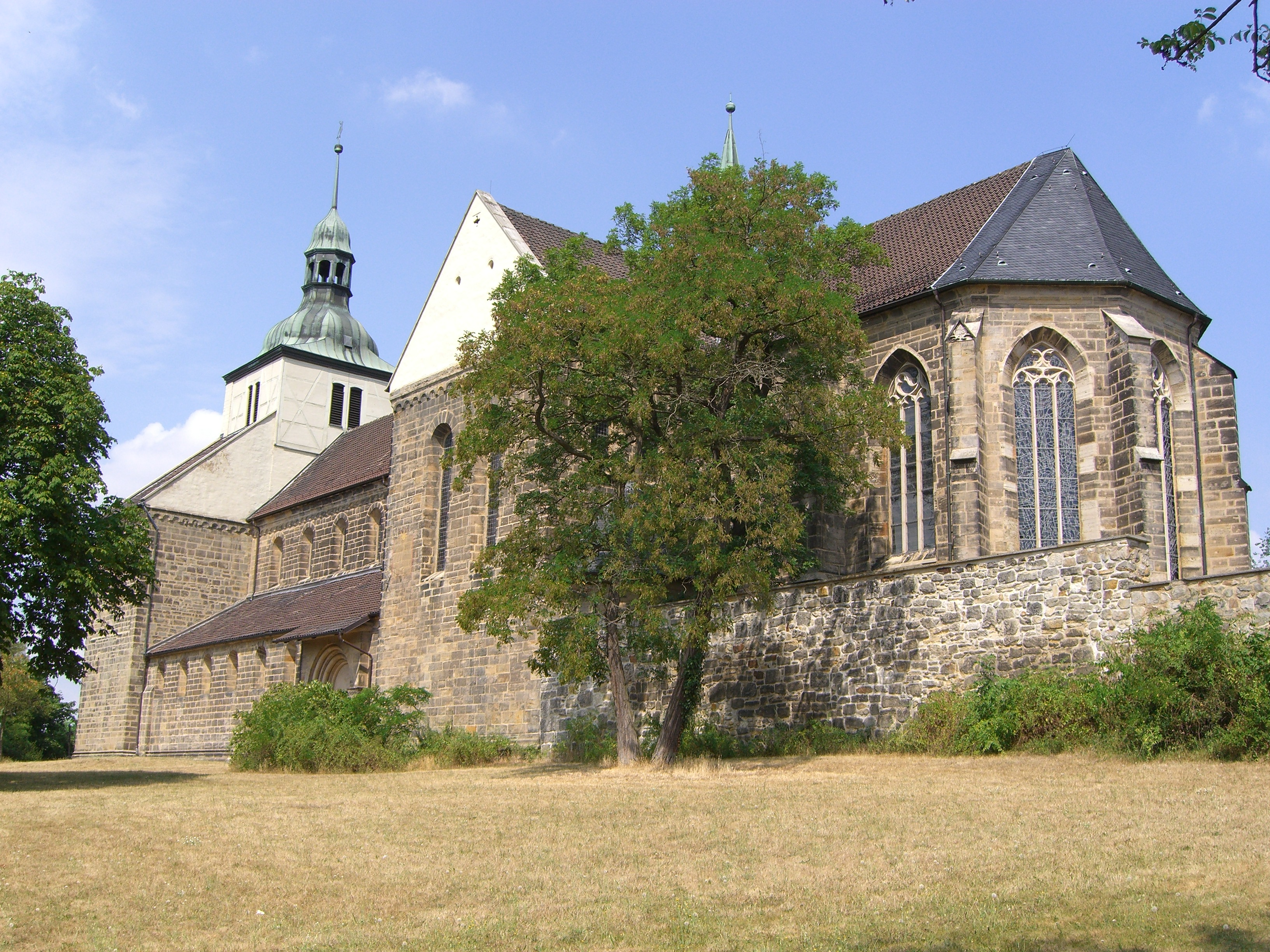
Kloster Marienberg

Die 1176 als Augustiner Chorfrauen-Stift gegründete Klosteranlage befand sich zum Zeitpunkt des Amtsantritts Charlottes von Veltheim in einem schlechten baulichen Zustand. In den Folgejahren wurde sie bei der Restaurierung finanziell von Gönnern unterstützt, investierte aber auch beträchtliche Summen ihres Privatvermögens, um die Klosterbauten wieder in Stand setzen zu lassen. Die zuerst restaurierte romanische Kirche wurde ab 1870 von Adolf Quensen ausgemalt.
Ab 1868 wurde die Bahnstrecke von Braunschweig nach Magdeburg erweitert und nahe an Helmstedt vorbeigeführt. Da es in Helmstedt kein Krankenhaus gab, wurden Bauarbeiter, die erkrankt waren oder bei den Arbeiten einen Unfall hatten, zur Behandlung in das Kloster gebracht, das seinerseits aber zunächst über keine geeigneten Räumlichkeiten für die Behandlung und Pflege Kranker und Verletzter hatte. Da auch geeignetes Pflegepersonal fehlte, wurde die Domina bald von Diakonissen aus Neuendettelsau unterstützt.
Die medizinische Versorgung der Bevölkerung durch das Kloster wurde daraufhin stetig erweitert, sodass 1876 der Westflügel des Klosters bedarfsgerecht ausgebaut wurde. 1883 wurden erstmals öffentliche Gelder für Neubauten bereitgestellt. Charlotte von Veltheim leitete das Krankenhaus bis ins 60. Lebensjahr selbst. 1892 übernahmen Schwestern des Braunschweiger Marienstifts das Krankenhaus. Später wurde aus dem Krankenhaus im Kloster die heutige HELIOS St. Marienberg Klinik Helmstedt.
Charlotte von Veltheim starb im Alter von 79 Jahren. Ihr Grab mit einem Sandsteinkreuz befindet sich auf dem Friedhof des Klosters. Ihre Nachfolgerin im Amte der Domina wurde ihre Schwester Luise. Der Charlotte-von-Veltheim-Weg in Helmstedt wurde ihr zu Ehren benannt.